# بانک بین‌المللی بازسازی و توسعه
بانک بین‌المللی بازسازی و توسعه (IBRD)، یک موسسه مالی بین‌المللی است که در سال ۱۹۴۴ تاسیس شد و دفتر مرکزی آن در واشنگتن، دی سی، ایالات متحده آمریکا است. این بانک بازوی وام دهنده گروه بانک جهانی است. بانک بین‌المللی بازسازی و توسعه به کشورهای در حال توسعه با درآمد متوسط وام می‌دهد. این اولین مؤسسه از پنج مؤسسه عضوی است که گروه بانک جهانی را تشکیل می‌دهند. ماموریت اولیه بانک بین‌المللی بازسازی و توسعه در سال ۱۹۴۴، تامین مالی و بازسازی کشورهای اروپایی ویران شده درجنگ جهانی دوم بود. انجمن توسعه بین المللی (IDA) بازوی بانک بین‌المللی بازسازی و توسعه و وام دهنده آن است که در مجموع به بانک جهانی شناخته می شوند.

## اهداف بانک
مطابق ماده اول اساسنامه بانک بین‌المللی ترمیم و توسعه، بانک جهانی، ۴ هدف اصلی را دنبال می‌کند:
1. مساعدت در ترمیم و توسعه کشورهای عضو از طریق سرمایه‌گذاری در امور تولیدی
2. تشویق سرمایه‌گذاری خارجی از طریق تضمین یا مشارکت در اعطای وام ها
3. تشویق رشد متوازن و بلندمدت تجارت بین‌الملل و حفظ تعادل در موازنه پرداخت‌ها از طریق تشویق سرمایه‌گذاری بین‌المللی
4. دادن وام یا تضمین با اولویت‌های بالا در کشورهای عضو